# 1913 County Championship
Navigation
Édition précédente Édition suivante
Le 1913 County Championship fut le vingt-quatrième County Championship. Le Kent remporta son quatrième titre de champion.

## Classement
- Le classement final a été décidé en calculant le pourcentage de points possibles.

| Equipe           | Pld | W  | L  | DWF | DLF | NR | Pts | %Fin  |
| ---------------- | --- | -- | -- | --- | --- | -- | --- | ----- |
| Kent             | 28  | 20 | 3  | 3   | 1   | 1  | 110 | 81.48 |
| Yorkshire        | 28  | 16 | 4  | 4   | 3   | 1  | 95  | 70.37 |
| Surrey           | 26  | 13 | 5  | 4   | 4   | 0  | 81  | 62.30 |
| Northamptonshire | 22  | 12 | 4  | 1   | 5   | 0  | 68  | 61.81 |
| Nottinghamshire  | 20  | 8  | 5  | 3   | 4   | 0  | 53  | 53.00 |
| Middlesex        | 20  | 7  | 6  | 4   | 3   | 0  | 50  | 50.00 |
| Sussex           | 28  | 10 | 10 | 4   | 3   | 1  | 65  | 48.14 |
| Lancashire       | 26  | 7  | 11 | 7   | 0   | 1  | 56  | 44.80 |
| Gloucestershire  | 22  | 8  | 11 | 1   | 2   | 0  | 45  | 40.90 |
| Hampshire        | 26  | 7  | 11 | 4   | 4   | 0  | 51  | 39.23 |
| Warwickshire     | 24  | 7  | 11 | 3   | 3   | 0  | 47  | 39.16 |
| Worcestershire   | 20  | 6  | 9  | 1   | 3   | 1  | 36  | 37.89 |
| Derbyshire       | 18  | 4  | 10 | 2   | 2   | 0  | 28  | 31.11 |
| Leicestershire   | 22  | 4  | 13 | 1   | 4   | 0  | 27  | 24.54 |
| Essex            | 18  | 2  | 9  | 2   | 4   | 1  | 20  | 23.52 |
| Somerset         | 16  | 2  | 11 | 2   | 1   | 0  | 17  | 21.25 |